# Пограбування на 300 мільйонів єн
Пограбування на 300 мільйонів єн (яп. 三億円事件, San Oku En Jiken), також відоме як Справа 300 мільйонів єн — найбільше пограбування в історії Японії, сталося вранці 10 грудня 1968 року в Токіо, Японія. Через більш ніж півстоліття злочин лишається нерозкритим.

## Пограбування

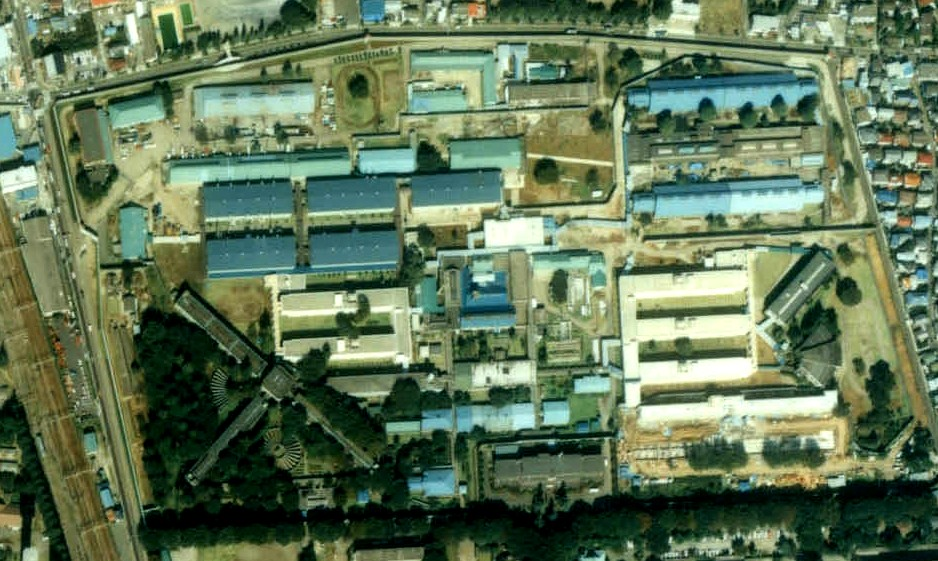
В'язниця Футю

Вранці 10 грудня 1968 року чотири співробітники кокубундзького відділення банку Nihon Shintaku Ginko перевозилиу багажнику автомобіля 294 307 500 єн (на 1968 рік ця сума становила приблизно 817 520 доларів США). У металевих коробках була премія для працівників фабрики компанії Toshiba у місті Футю. На вулиці неподалік столичної в'язниці співробітників банку зупинив молодий офіцер поліції в уніформі та на поліцейському мотоциклі. Поліцейський повідомив їм, що будинок їхнього керівника відділення був підірваний, і вони отримали попередження про те, що в автомобілі було закладено динаміт. Четверо співробітників вийшли з транспортного засобу, поки офіцер поліз під машину, аби знайти бомбу. За кілька хвилин працівники помітили під машиною дим і полум'я, а офіцер викотився з-під машини й закричав, що ось-ось станеться вибух. Коли працівники відступили до тюремних стін, поліцейський заліз у машину й поїхав.

## Розслідування
Співробітники банку повірили у те, що злодій є поліцейським, і прийняли на віру його розповідь про бомбу, оскільки керівнику банку заздалегідь були надіслані листи з погрозами. Дим і полум'я виявились результатом підпалу попереджувального фальшфеєра, що його підпалив грабіжник у той час, коли перебував під автівкою. У якийсь момент злодій покинув машину банку й переніс металеві ящики з грошима в інший, заздалегіль викрадений автомобіль. Цей автомобіль грабіжник потім так само покинув, а ящики переніс ще раз у інший, так само раніше вкрадений автомобіль.
На місці злочину лишилося 120 доказів, у тому числі «поліцейський» мотоцикл, пофарбований у білий колір. Однак докази були здебільшого звичайними предметами повсякденного життя, розкиданими там навмисно, щоб заплутати слідство поліції.
Одразу після пограбування підозра впала на 19-річного юнака, сина поліцейського. Він помер від отруєння ціанистим калієм 15 грудня 1968 року. Він не мав алібі, однак на момент його смерті гроші не були знайдені. Згідно з офіційними даними, його смерть була кваліфікована як самогубство, а він був визнаний невинуватим, згідно з офіційними даними.
Поліція розпочала масштабне розслідування, розмістивши 780 000 фотороботів по всій Японії. У список підозрюваних входило 110 000 імен, а в розслідуванні брало участь 170 000 поліцейських — це було наймасштабніше розслідування в японській історії.
12 грудня 1969 року японська газета Майніті Сімбун звинуватила 26-річного чоловіка. Його заарештували, але він мав алібі: пограбування було того дня, коли він складав іспити. Оскільки арешт було здійснено на помилково, затриманому поліцейському Міцуо Муто були висунуті звинувачення у зловживанні владою.
15 листопада 1975 року, безпосередньо перед тим, як спливав строк давності злочину, поліція заарештувала товариша 19-річного підозрюваного. У нього була велика сума грошей, тож його запідозрили в пограбуванні. На момент пограбування йому було 18 років. Поліція вимагала у нього пояснень щодо великої суми грошей, проте той нічого не сказав і поліцейські не змогли довести, що його гроші були від пограбування.

## Позовна давність
Семирічне слідство не дало відповіді на питання, хто скоїв пограбування, тож у грудні 1975 року позовна давність злочину спливла. У 1988 році, через 20 років після злочину, грабіжник також звільнився від будь-якої юридичної відповідальності, що теоретично дозволяло йому розповісти свою історію, не побоюючись наслідків з боку закону. Особа грабіжника все ще не встановлена.